# Louis Félix Ollivier
Pour les articles homonymes, voir Ollivier.
Ne doit pas être confondu avec Louis Ollivier.
Louis Félix Ollivier, né le 3 avril 1853 à Guingamp (Côtes-du-Nord) et mort le 1er octobre 1931 à Saint-Connan (Côtes-du-Nord), est un homme politique français.

## Biographie
Petit-fils et fils d'anciens conseillers généraux et maires de Guingamp, il est docteur en droit en 1874 et entre dans la magistrature. Il en démissionne en 1880, lors de l'expulsion des congrégations religieuses. Il s'inscrit alors au barreau de Saint-Brieuc, dont il devient plusieurs fois bâtonnier. Conseiller municipal de Saint-Brieuc en 1901, il est député des Côtes-du-Nord, inscrit au groupe de l'Action libérale, de 1902 à 1910. Il intervient très fréquemment sur les questions religieuses.

## Sources
- « Louis Félix Ollivier », dans le Dictionnaire des parlementaires français (1889-1940), sous la direction de Jean Jolly, PUF, 1960 [détail de l’édition]

- Ressource relative à la vie publique :   - Base Sycomore
- Notices d'autorité :   - VIAF
  - ISNI
  - BnF (données)
  - IdRef